# 久努麻呂
久努 麻呂（くぬ の まろ）は、飛鳥時代の人物。氏は阿倍久努（あべのくぬ）とも記される。姓は臣のち朝臣。冠位は直広肆。

## 出自
久努氏（久努臣）は阿倍氏の一族。麻呂を久努阿加布の子とし、麻呂の子に阿倍御田次がいたとする系図がある。

## 経歴
天武天皇4年（675年）4月8日に麻呂は当摩広麻呂とともに朝廷に参上することを禁じる勅令を受ける。4月14日には麻呂は勅命を帯びた使者に従わなかった罪で官位を剥奪された（このとき冠位は小錦下）。
その後、麻呂は罪から赦されたらしく、朱鳥元年（686年）天武天皇の葬儀に際して刑官のことを誅している（この時の冠位は直広肆）。

## 官歴
『日本書紀』による。
- 時期不詳：小錦下
- 天武天皇4年（675年） 4月8日：勿使朝参。4月14日：官位盡追
- 朱鳥元年（686年） 9月29日：見直広肆